# Savao Kato
Savao Kato (japonsko 加藤 沢男), japonski telovadec, * 11. oktober 1946.